# Gottfried Odermatt
Gottfried Odermatt (Franz Gottfried Odermatt) (* 23. April 1880 in Ennetbürgen; † 15. März 1947 in Stans) war ein Schweizer Politiker. Von 1935 bis 1943 gehörte er dem Nationalrat an.

## Leben
Gottfried Odermatt wurde in Ennetbürgen im Kanton Nidwalden geboren. Seine Eltern waren der Gastwirt Franz Odermatt und Elisabetha Keller. Er machte eine Sattlerlehre und war nach dem Lehrabschluss als Geselle unterwegs. Danach übte er den Beruf des Sattlers in seiner Heimat aus.
Auf Gemeindeebene war er Vertreter der Konservativen im Gemeinderat von Ennetbürgen und zwischen 1931 und 1940 Gemeindepräsident. Zudem war er Genossenrat. 
Gottfried Odermatt wurde stark politisiert durch die Frage, ob Nidwalden durch einen Stausee auf der Bannalp energiemässig unabhängig werden sollte. Er war ein Anhänger der «Bannalper», die sich für ein Elektrizitätswerk Nidwalden einsetzten. An der Landsgemeinde 1934 wurde das Projekt beschlossen und wegen der Gegnerschaft der bisherigen Kantonsregierung gegen das Projekt fast die gesamte Regierung durch neue Leute, die Bannalper, ersetzt. Einer dieser neu gewählten Regierungsräte war Gottfried Odermatt. Er blieb von 1934 bis 1947 Mitglied der Regierung.
Auch auf Bundesebene bekleidete er ein politisches Amt, das Amt eines Nationalrats. Zwischen dem 2. Dezember 1935 und dem 5. Dezember 1943 war Gottfried Odermatt der einzige Vertreter des Kantons Nidwalden im Nationalrat.
Gottfried Odermatt heiratete am 29. April 1904 in Buochs die Ennetbürgerin Anna Josefa Frank. Dieser Ehe entstammt eine Tochter. Nach dem Tod seiner ersten Ehefrau ehelichte Gottfried Odermatt 1941 Marie Margreta Fischer. Zu seinen liebsten Freizeittätigkeiten gehörte die Orgelmusik. Gottfried Odermatt war dreissig Jahre lang Organist an der Kirchenorgel. 